# Joieria J. Roca
La Joieria J. Roca (actualment Tous) és un local comercial situat al passeig de Gràcia, 18 amb cantonada a la Gran Via de les Corts Catalanes, 611 de Barcelona, catalogat com a establiment d'interès (categoria E2).

## Història
Aquest negoci fou fundat per Jacint Roca i Fuster, que de molt jove decidí marxar a treballar a les Filipines, on després que li fossin robats els estalvis que havia aconseguit reunir del seu esforç, decidí provar sort a Cuba. El 1888, amb 25 anys d’edat, i havent reunit altre cop certa quantitat de diners, decidí tornar a Barcelona, tot aprofitant la celebració de l'Exposició Universal. Va invertir el seu capital en la compra d'una col·lecció de rellotges de butxaca que vengué ràpidament de forma ambulant i per a pagar en terminis als mariners del port de la ciutat. Fruit d'aquest èxit inicial, al cap de poc temps obrí un establiment al carrer Ample, 50 amb el nom de La Marina, en honor als que havien estat els seus primers clients, que continuaven essent part significativa del negoci. Començà centrant-se en la venta i reparació de rellotges de butxaca (un dels pocs signes de distinció dels homes, ja que les joies quedaven reservades a les dones; a més, el reduït nombre de rellotges públics existents en feien necessèria la tinença per funcionalitat i utilitat) i els seus accessoris, destacant-ne les cadenes.
L'any 1909, la bona marxa del negoci es traduí en el trasllat a un millor emplaçament: les dues plantes inferiors dels números 36-38 de la Rambla del Centre, just al costat del Teatre Principal. Pocs anys després, el 1915, s'hi incorporà la línia d’alta joieria, amb creacions pròpies, essent a partir d'aleshores l'activitat principal. En aquesta època s'hi va incorporar Rogeli Roca i Plans, el fill gran del fundador. La bona acceptació de les seves creacions va fer que l'any 1920, la joieria es veiés completada amb la introducció de l'argenteria i de noves tipologies de peces com ara polseres, collars o fermalls. En aquesta època, el negoci es traslladà a la cantonada de la Rambla del Centre amb el Passatge de Bacardí.
El 1933, Josep Lluís Sert, amic personal de Rogeli, projectà l'actual establiment, que es va inaugurar el 1934. Va ser un punt de trobada dels intel·lectuals barcelonins, on s'efectuaven xerrades, lectures de poemes o exposicions. El 1964, Marcelo Leonori en va reformar la decoració interior.

## Descripció
Situat al xamfrà, al llarg de tota la longitud i alçada de la façana hi ha una estructura que estintola el mur de l'edifici, de perfils laminats d'acer i un nou tancament adossat per l'exterior amb els següents elements: una petita marquesina, un marc perimetral aplacat de granet, una franja superior de pavès negre, una franja inferior aplacada de granit rosa amb finestres-aparador i una porta lateral de l'esquerra. En total hi ha quatre obertures: dues al passeig, una a l'aresta del xamfrà i una a la Gran Via.
L'establiment és obra de Josep Lluís Sert. La reforma va estar condicionada pels murs de càrrega de l'edifici, però tot i així, la seva proposta racionalista va ser del tot radical, trencant amb l'arquitectura del Passeig de Gràcia. Un mur cortina construït amb pavès belga de vidre, recordant l'Immeuble Clarté de Le Corbusier i Pierre Jeanneret a Ginebra (1930-1932) i la Maison de verre de Pierre Charreau a París (1928-1931), va aconseguir un espai interior molt lluminós.
El paviment de linòleum, l'aplacat de fusta de la paret del xamfrà, les vitrines dels aparadors de façana i de les parets laterals, el mostrador de la cossia interior de fusta tenyida i de vidre fumat o les cadires de fusta lacada i tapisseria, dissenyats pel mateix Sert, són alguns dels elements que es conserven. Un altre element destacable, que malauradament no s'ha conservat, eren les catifes dissenyades per Joan Miró, que va participar en altres projectes del GATCPAC liderats per Sert.